# 2001 في المغرب
الأحداث في العام 2001 في المغرب.

## الحكم
- الملك: محمد السادس
- رئيس الحكومة: عبد الرحمن اليوسفي
- وزيرالداخلية: أحمد الميداوي

## الأحداث
- 17 أكتوبر: خطاب أجدير التاريخي (يؤكد الملك محمد السادس أن الأمازيغية تشكل مكونا أساسيا من مكونات الثقافة المغربية، ويعلن عن تأسيس المعهد الملكي للثقافة الأمازيغية.[1]

## الرياضة
- فاز نادي الرجاء البيضاوي بــالدوري المغربي لكرة القدم 2000–01
- المغرب استضاف بطولة أمم أفريقيا لكرة السلة 2001.

## أفلام
- علي زاوا (فيلم)
- جنة الفقراء (فيلم)
- سلام (فيلم)
- وبعد (فيلم)
- عود الريح (فيلم)
- رأس العين (فيلم) (فيلم بوليسي مغربي إنتاج 2001)
- على ضفة القلب (فيلم)
- الريح كامل (فيلم)
- حب بلا فيزا (فيلم)
- شفاه الصمت (فيلم)
- ما وراء جبل طارق (فيلم)

## الكتب
- كتاب: صفحات من ملحمة جيش التحرير بالجنوب المغربي (كتاب)
- كتاب: الريف بين القصر، جيش التحرير وحزب الاستقلال-المؤلف: مصطفى أعراب.
- كتاب: اليساريون الثوريون بالمغرب، راهنهم ومستقبلهم-المؤلف: محمد الهلالي.
- كتاب: «تلك العتمة الباهرة»، الطاهر بنجلون (أدب السجون)
- كتاب: «تذكرة ذهاب وإياب إلى الجحيم» محمد الرايس (عن سنوات الرصاص)
- كتاب: «سرقنا ضحكا»، عزيز الوديع .(سنوات الجمر والرصاص)

## وفيات
- محمد زفزاف، (58 سنة)، قاص وروائي مغربي.
- المعطي بنقاسم، (72 سنة)، مغني مغربي.
- يوسف بلخوجة، (26 سنة)، لاعب كرة قدم مغربي.
- أحمد زياد، (80 سنة)، أديب وقاص مغربي.